# ゲイル・コリンズ
ゲイル・コリンズ（Gail Collins、1941年2月2日 - 2013年12月6日）は、アメリカ合衆国のイラストレーター、デザイナー、作詞家。
1960年代末から1970年代半ばまで、ロック・バンドのマウンテンと共同活動を行なった。

## 略歴
イギリスのJ・R・R・トールキンに大きな影響を受け、彼と短い書簡を交わしたこともあった。
1967年、後に夫になるフェリックス・パパラルディがイングランドのロック・バンドのクリームのセカンド・アルバムのプロデューサーに起用されると、パパラルディ、メンバーのエリック・クラプトンと「ストレンジ・ブルー」、パパラルディと「苦しみの世界」を共作した。
1969年、パパラルディと結婚。同年、彼がベーシスト兼ヴォ―カリストとしてマウンテンを結成すると、アルバム・ジャケットと夫のステージ衣装をデザインし、共作者として曲作りにも携わった。1974年末にマウンテンが解散した後も夫の音楽活動に参加し、『クリエイション・ウィズ・フェリックス・パパラルディ』（1976年）では夫と共に収録曲の全曲に共作者もしくは編曲者として名を連ねた。
1983年4月17日、マンハッタンのアパートの自宅でパパラルディの首を撃ち、死に至らしめた。パパラルディは享年43歳。彼女は第二級殺人で訴追されたが、射撃練習中の事故と主張し、過失致死罪として懲役4年の実刑判決を受けた。収監されて服役したが、刑期の半分で仮釈放された。
2013年12月6日、メキシコ・ハリスコ州Ajijicの自宅で死亡しているのを発見された。享年72歳。

## 活動
以下、共同活動を行なったバンドもしくはミュージシャン別に記す。
フェリックス・パパラルディ
- Love Someday / You Lie To Me（1967年）[9]※プロモーション・シングル。共作。

バースロミュー・プラス・スリー
- When I Fall in Love / I Can't Go Back（1967年）[10]※B面収録曲を共作[11]。

クリーム
- 『カラフル・クリーム』 - Disraeli Gears（1967年）※「ストレンジ・ブルー」「苦しみの世界」を共作。

ヤングブラッズ
- Elephant Mountain（1969年）※1曲を共作。

レスリー・ウエスト
- マウンテン - Mountain（1969年）※4曲を共作。

マウンテン
以下のアルバムのジャケット・デザインを担当し、収録曲の幾つかを共作した。
- 『勝利への登攀』 - Climbing!（1970年）※6曲を共作。
- 『ナンタケット・スレイライド』 - Nantucket Sleighride（1971年）※7曲を共作。
- 『悪の華』 - Flowers of Evil（1971年）※4曲を共作。
- 『マウンテン・ライヴ 暗黒への挑戦』 - Live - The Road Goes Ever On（1972年）
- 『異邦の薫り』 - Twin Peaks（1974年）
- 『雪崩』 - Avalanche（1974年）※5曲を共作。

クリエイション・ウィズ・フェリックス・パパラルディ
- 『クリエイション・ウィズ・フェリックス・パパラルディ』 - Creation with Felix Pappalardi (1976年) ※8曲を共作。

ホット・ツナ
- Double Dose（1978年）※アソシエイト・プロデューサー。